# Частный детектив Магнум (телесериал, 2018)
«Ча́стный детекти́в Ма́гнум» (англ. Magnum, P.I.) — американский детективный телесериал, ремейк одноимённого телесериала 1980 года. CBS заказал телесериал на первый сезон 11 мая 2018 года. Режиссёром пилотного эпизода является Джастин Лин. Первый сезон сериала стартовал на канале CBS 24 сентября 2018 года. 19 октября 2018 CBS заказал полный сезон сериала, состоящий из 20 серий.
25 января 2019 года канал CBS продлил сериал на второй сезон. Премьера второго сезона состоялась 27 сентября 2019 года.
6 мая 2020 телесериал был продлён на третий сезон 15 апреля 2021 года телеканал CBS продлил телесериал на четвёртый сезон. Премьера четвёртого сезона состоялась 1 октября 2021 года.
12 мая 2022 года телеканал CBS закрыл телесериал после четырех сезонов.
1 июля 2022 года американский телеканал NBC продлил телесериал на два сезона вперед (пятый и шестой) по двадцать серий в каждом. Премьера пятого сезона состоялась на канале NBC 19 февраля 2023 года.
23 июня 2023 года телеканал NBC объявил о том что сериал будет закрыт после выхода второй половины пятого сезона.

## В ролях

### Основной состав
| Актёр         | Персонаж                           | Должность                                       | Сезоны | Сезоны | Сезоны | Сезоны | Сезоны | Сезоны  | Сезоны |
| Актёр         | Персонаж                           | Должность                                       | 1      | 2      | 3      | 4      | 5      | Эпизоды |        |
| ------------- | ---------------------------------- | ----------------------------------------------- | ------ | ------ | ------ | ------ | ------ | ------- | ------ |
| Джей Эрнандес | Томас Магнум, бывший морской котик | Частный детектив                                | 20     | 20     | 16     | 20     | 20     | 96      |        |
| Пердита Уикс  | Джульет Хиггинс                    | Управитель мажордом Мастерса, Напарница Магнума | 20     | 20     | 16     | 20     | 20     | 96      |        |
| Захари Найтон | Орвилл «Рик» Райт                  | Хозяин бара, плейбой                            | 20     | 20     | 16     | 20     | 20     | 96      |        |
| Стивен Хилл   | Теодор «Ти Си» Келвин              | Пилот вертолёта                                 | 20     | 20     | 16     | 20     | 20     | 96      |        |
| Тим Кан       | Гордон Катсумото                   | Детектив полиции                                | 18     | 20     | 16     | 20     | 20     | 94      |        |
| Эми Хилл      | Теуила «Куму» Туилета              | Куратор по культуре поместья Магнума            | 18     | 20     | 16     | 20     | 20     | 94      |        |
|               |                                    |                                                 | 20     | 20     | 16     | 20     | 20     | 96      |        |

### Второстепенный состав
- Доменик Ломбардоцци в роли Себастьяна Нуццо, друга Магнума, который появляется во флэшбеках
- Корбин Бернсен в роли Фрэнсиса Хофстетлера, наставника Рика со связями в подпольном мире[13]. Бернсен появлялся прежде в Гавайях 5-0, но в другой роли.
- Кен Джонг в роли Лютера Х. Гиллиса, частного детектива
- Кристофер Торнтон[англ.] в роли Кенни Шэмберга
- Брук Лайонс в роли Эбби Миллер, девушки Магнума[14]

### Кроссоверныеперсонажи из сериалаГавайи 5.0
- Кими Бальмилеро — медицинский эксперт Нейлани Кунья
- Тэйлор Уайли[англ.] — Камекона Тупуола, друг Макгаретта и Дэнни Уильям
- Ларри Манетти[англ.] — Никки ДеМарко, певец в баре Тики[15]. Манетти играл Рика в оригинальном сериале.
- Деннис Чун[англ.] — сержант Дюк Лукелла[16]
- Шон Мокуахи Гарретт — Флиппа[17]
- Уильям Гарсон - Джерард Херш
- Уильям Форсайт — детектив Гарри Браун[17]
- Беула Коал — офицер Джуниор Рейнс[18]
- Миган Рат — офицер Тани Рэй[18]
- Катрина Ло — сержант Куинн Лю[18]

### Приглашённые звёзды
- Синди Лопер — Ванесса Неро
- Элизабет Рём — Брук Мейсон
- Хэлстон Сэйдж — Уилла Стоун
- Джейми-Линн Сиглер — Тони
- Эрика Латтрелл[англ.] — Эллисон Маэлона
- Джордана Брюстер — Ханна[19]
- Роджер Е.Мосли[англ.] — Джон.[20] Мосли играл Ти Кея в старом сериале.
- Брайан Остин Грин — Адам Крешнер
- Бри Блэр — Лина
- Барбара Ив Харрис — Люси Акина
- Ли Мэйджорс — Рассел Харлан

## Обзор сезонов
| Сезон | Сезон | Эпизоды | Дата показа      | Дата показа   | Рейтинг Нильсона | Рейтинг Нильсона       |
| Сезон | Сезон | Эпизоды | Премьера         | Финал         | Ранк             | Зрители США (миллионы) |
| ----- | ----- | ------- | ---------------- | ------------- | ---------------- | ---------------------- |
|       | 1     | 20      | 24 сентября 2018 | 1 апреля 2019 | 37               | 8,36                   |
|       | 2     | 20      | 27 сентября 2019 | 8 мая 2020    | 27               | 8.91                   |
|       | 3     | 16      | 4 декабря 2020   | 7 мая 2021    | 24               | 7.48                   |
|       | 4     | 20      | 1 октября 2021   | 6 мая 2022    | 24               | 7.34                   |
|       | 5     | 20      | 19 февраля 2023  | 4 января 2024 | TBA              | TBA                    |